# Gildo Montagner
Gildo Montagner (San Biagio di Callalta, 18 agosto 1917 – ...) è stato un calciatore italiano, di ruolo difensore.

## Carriera
Dal 1935 al 1938 ha giocato nel campionato umbro di Prima Divisione con la Borzacchini Terni, con cui ha poi disputato anche due campionati consecutivi in Serie C. Ha poi trascorso una stagione nella Reggiana, con cui non ha giocato nessuna partita di campionato.
Nella stagione 1941-1942 ha giocato 21 partite in Serie B con il Siena; è stato riconfermato dalla squadra toscana anche per la stagione successiva, nella quale ha giocato altre 20 partite nella serie cadetta. Nella stagione 1943-1944 ha giocato una partita nel Campionato Alta Italia con la maglia della Biellese. Giocò anche nell'Internaples nella stagione di guerra 1944-1945. Ha poi giocato per un anno in Serie C ed un anno in Serie B con la Nocerina.

## Palmarès

### Club

#### Competizioni nazionali
- Serie C: 1

Nocerina: 1946-1947

#### Competizioni regionali
- Coppa dell'Italia Centrale: 1

Borzacchini Terni: 1937-1938